# Du rouge à lèvres sur ton col
Du rouge à lèvres sur ton col (Lipstick on Your Collar) est une mini-série britannique en 6 épisodes de 55 minutes, créée par Dennis Potter et diffusée à partir du 21 février 1993 sur le réseau Channel 4. En France, la série a été diffusée en 1996 sur Arte.

## Synopsis
Cette mini-série met en scène deux jeunes employés du ministère de la défense britannique, en 1956, en pleine crise du canal de Suez. Le premier, Francis, timide et pas très dégourdi, doit traduire des dépêches russes en anglais. Le second, Mick, fou de rock, s'ennuie tellement qu'il imagine ses supérieurs et collègues interpréter de façon audacieuse ses morceaux musicaux favoris.

## Fiche technique
- Titre : Du rouge à lèvres sur ton col
- Titre original : Lipstick on Your Collar
- Réalisation : Renny Rye
- Scénario : Dennis Potter
- Photographie : Sean Van Hales
- Direction artistique : Paul Cross
- Décors : Gary Williamson
- Costumes : Sharon Lewis
- Montage : Clare Douglas
- Production : Rosemary Padvaiskas et Alison Barnett
- Société de production : Channel Four Television Corporation et Whistling Gypsy Production
- Pays de production :  Royaume-Uni
- Langue originale : Anglais
- Format : Couleur
- Genre : Comédie, Drame
- Durée : 60 minutes par épisode
- Dates de sortie :
  -  Royaume-Uni : 21 février 1993
  -  France : 6 janvier 1996

## Distribution
- Giles Thomas : Francis Francis
- Ewan McGregor : Mick Hopper
- Louise Germaine : Sylvia Berry
- Peter Jeffrey : Colonel Bernwood
- Clive Francis : Major Hedges
- Douglas Henshall : Caporal Berry
- Roy Hudd : Harold Atterbow
- Nicholas Jones : Major Carter
- Nicholas Farrell : Major Church
- Maggie Steed : Tante Vickie
- Bernard Hill : Oncle Fred

## Commentaires
Créé par Dennis Potter, un scénariste de renom au Royaume-Uni, cette série marque les débuts de l'acteur Ewan McGregor.